# Соломон Кейн
Соломон Кейн (в других переводах Соломон Кан, Соломон Кэйн; англ. Solomon Kane) — литературный персонаж, герой цикла фантастико-приключенческих мистических рассказов и стихотворений, созданных американским писателем Робертом Ирвин Говардом. Соломон Кейн — англичанин-пуританин XVI века.
Спокойный, мрачно выглядящий человек, который блуждает по миру без определённой цели, уничтожая зло во всех его проявлениях. Его приключения, изданные в основном в журнале «Weird Tales», происходят в Европе и Африке.
Автор описал его как высокого, мрачного человека с бледной кожей, измождённым лицом и холодными глазами, носившего фетровую шляпу. Он одет в полностью чёрные одежды и его вооружение состоит из рапиры, кортика и пары пистолетов с кремнёвым замком. Во время одного из приключений Кейна, африканский шаман Н’Лонга подарил ему посох-амулет для защиты от тёмных сил, который можно использовать как оружие; в рассказе «The Footfalls Within» становится известно, что этот посох гораздо старше Земли, его происхождение неизвестно и он является невообразимо мощным оружием, гораздо более мощным чем думал Н’Лонга. В этом же рассказе Соломон использует мушкет.

## Произведения цикла
В цикл входят следующие произведения, в основном опубликованные в pulp-журнале «Weird Tales». Однако порядок издания не соответствует с порядком написания этих рассказов.

### Под пологом кровавых теней
Впервые опубликовано в «Weird Tales», в августе 1928 года под названием «Соломон Кейн». Это первая опубликованная история про Соломона. 

Во Франции Кейн находит девушку на которую напала банда разбойников под предводительством злодея известного как Ле Лу (Волк по-французски). После того как она умирает в его объятиях, Кейн решает отомстить за её смерть, и начинает путешествие из Европы в Африку. Впервые встречает колдуна Н’Лонга.

### Черепа среди звезд
Впервые опубликовано в «Weird Tales», в январе 1929 года. 

В Англии, Кейн на пути к хутору Торкертаун должен выбрать один из двух путей. Первый путь вёл через безлюдную пустошь и был более коротким и прямым. Второй путь был окольным и длинным, петлял среди лесистых островков и непролазных трясин. Жители деревни, где переночевал Соломон, предупредили его не идти через короткий путь, так как он опасен. Соломон решает проверить что там скрывается. По пути он услышал крик и придя на помощь увидел истерзанное тело. Затем и на Соломона напал убийца, который оказался призраком. Кейн справился с ним, но не победил. Он догадывается, что призрак ищет отмщения и находит виновника — брата призрака. Жители деревни связывают его и оставляют в лесу. После этого никто не видел ни призрака, ни его брата.

### Перестук костей
Впервые опубликовано в «Weird Tales», в июне 1929 года. 

В Германии Кейн встречает некоего путешественника по имени Гастон Л’Армон. Они останавливаются на ночь в таверне «У расколотого черепа». Что-то их настораживает. После осмотра комнат они находят потайную комнату с прикованным скелетом. Обсуждая судьбу покойного, Гастон объявляет Кейну, что своему убийце он отомстит даже после смерти. Позже выясняется, что Гастон — серийный убийца по прозвищу Мясник. Он намеревается убить Соломона, а после — позаботиться и о хозяине, но хозяин таверны убивает Гастона из-за спины.
Выясняется, что хозяин — тоже убийца, сидевший в тюрьме за преступление, которое не совершал (возможно, так считает только он и преступление было совершено), сбежавший оттуда и считающий всех людей своими врагами. После побега он жил некоторое время с волками и отдавал им на растерзание посетителей таверны. Но по какой-то причине он не смог скормить им русского колдуна и убил его сам, а скелет приковал к стене. Перед смертью колдун обещал, что его кости устроят смертельную ловушку его убийце. Так и происходит — во время разговора хозяина с Кейном, убийцу опрокидывает неведомая сила прямо в лапу скелету. Сбылось сразу две клятвы.

### Луна черепов
Впервые опубликовано в «Weird Tales». Часть 1 вышла в июне 1930 года; часть 2 вышла в июле 1930 года. 

Кейн отправляется в Африку по следам английской девушки по имени Мэрилин Таферал. Её похитил её двоюродный брат, дабы не делить с ней наследство его отца, который очень любил свою племянницу. Он отдал её пиратам и пустил слух, что она утонула. Позже Соломон Кейн убил его на дуэли и перед смертью он признался ему в своём преступлении.
Кейн находит девушку в Африке в скрытом городе Негари, под властью королевы вампиров Накари, которая держала Мэри в плену, чтобы принести в жертву, так как она была белокожей. В итоге Соломон побеждает её и освобождает девушку.
В пятой главе мы узнаём про историю Атлантиды.
- Холмы смерти (Hills of the Dead), август 1930
- Ужас пирамиды (The Footfalls Within), сентябрь 1931
- Крылья в ночи (Wings in the Night), июль 1932
- Клинки братства (Blades of the Brotherhood), 1968
- Десница судьбы (The Right Hand of Doom), 1968
- Замок дьявола (The Castle of the Devil), 1968; соавтор: Рэмси Кэмпбелл
- Дети Ашшура (The Children of Asshur), 1968; соавтор: Рэмси Кэмпбелл
- Ястреб Басти (The Hawk of Basti), 1968; соавтор: Рэмси Кэмпбелл
- Черные всадники смерти (Death’s Black Riders), 1968; незавершенное

### Стихотворения
- Одно чёрное пятно (The One Black Stain), 1962
- Погибший друг (The Return of Sir Richard Grenville), 1968
- Возвращение Соломона Кейна (Solomon Kane’s Homecoming), первый вариант — 1936, второй вариант — 1971

Полностью цикл был впервые опубликован в сборнике «Red Shadows» (1968).

## Биография и описание персонажа
Действие рассказов разворачиваются в Англии, Шварцвальде (на границе Германии и Франции) и Африке, также в тексте есть упоминания о других страницах биографии Соломона Кейна. Позднейшие исследователи реконструировали биографию персонажа, приписав все события из текста к определённым датам (сам Говард никаких дат не называет).
Согласно этой реконструкции, Соломон Кейн родился в 1549 году, в Девоншире (Англия), по вероисповеданию он протестант (пуританин). В юности он нанимается на торговое судно, путешествует в Индию и Китай. Потом становится капером, грабит испанские суда. Воюет за гугенотов (собратьев по вере) во Франции.
В 1575 году Кейн путешествует по Шварцвальду: переживает приключения в трактире «Раскроенный череп» (рассказ «Перестук костей») и в замке барона фон Сталера (рассказ «Замок дьявола»). Во время путешествия по Средиземному морю Кейн попадает в плен к туркам, а после на галеры.
Вернувшись в Англию, нанимается в экспедицию Фрэнсиса Дрейка.
В 1579—1580 годах Кейн мстит за убийство случайно встреченной девушки; в погоне за убийцей, которого зовут Ле Лу (то есть волк), он едет в Африку, где знакомится с колдуном вуду по имени Н’Лонга (рассказ «Под пологом кровавых теней»). После этого Кейн вместе с сэром Ричардом Гленвиллом отправляется в Новый Свет.
В 1587 году Кейн возвращается в Европу, где сталкивается в лесу с таинственным убийцей (рассказ «Черепа среди звёзд»).
После участия в разгроме Непобедимой армады Кейн в 1588—1590 годах расправляется с прибывшей в Англию командой пиратов, своими бывшими товарищами (рассказ «Клинки братства»). Потом снова служит с сэром Гленвиллом и попадает в руки испанской инквизиции.
В 1592—1605 Кейн в Африке: попадает в затерянную страну Негари (рассказ «Луна черепов»), при помощи Н’Лонги уничтожает вампиров-магруду («Холмы смерти»), помогает своему другу Джереми Ястребу захватить трон в стране Басти («Ястреб Басти»), уничтожает летающих чудовищ гарпий, некогда изгнанных Ясоном («Крылья в ночи»), освобождает захваченных арабами невольников и сталкивается с неведомым чудовищем («Ужас пирамиды»), попадает в плен к потомкам ассирийцев в город Нинн («Дети Ашшура»).
В 1605 году возвращается в Англию, где становится свидетелем страшной мести («Десница судьбы»). Наконец он оказывается в своём родном Девоншире, желает здесь остаться, но слышит зов и уходит (стихотворение «Возвращение Соломона Кейна»):

Луна скакала в облаках, в барашках был залив. 

А Соломон ушёл, пути ни с кем не разделив. 

Смотрели люди вслед ему за взгорбия холмов, 

В ушах у каждого из них звучал свистящий зов.
(пер. М. Калинина)

Описание Соломона Кейна неизменно на протяжении всего цикла. Высокий, широкоплечий, жилистый («поджарый, словно леопард»), с длинными и крепкими руками, с железными мускулами, с бледным лицом и «ледяными» глазами фанатика. Одежда: чёрный камзол и чёрная фетровая шляпа, лишённые украшений, зелёный кушак (пояс); оружие — рапира в кожаных ножнах, два кинжала, два длинноствольных кремнёвых пистолета.

Словно крупинки песка в песочных часах, исчезают в прошлом великие империи, гибнут целые племена чернокожих, гибнут даже демоны прошлого, и надо всем возвышается белый потомок героев древности. Неотделимо одно звено цепи защитников рода людского от другого, и неважно, ходит ли паладин человечества в воловьей шкуре и рогатом шлеме или же одет он в сапоги и камзол, двуручный ли топор держит в руке или тяжёлую рапиру, дориец он, сакс или англичанин, зовут его Ясон, Хенгист или же Соломон Кейн.
— «Крылья в ночи»

## Персонажи

### Н’Лонга
Он — древний африканский шаман, которого заставили изучить волшебство. В древние времена он путешествовал по миру в качестве раба и тайно обучался магии у различных волшебников и святых на Ближнем Востоке. В Иудее он получает амулет Соломона, который позже отдает Соломону Кейну, чтобы помочь ему в его приключениях. Главной его способностью является возможность выхода его духа из тела и перемещение в тела мёртвых существ.

## Экранизации
16 сентября 2009 года вышел фильм «Соломон Кейн» режиссёра Майкла Бассета. Главного героя сыграл Джеймс Пьюрфой.

## Перевод на русский
Первым переведённым на русский язык рассказом о Соломоне Кейне стал рассказ «Крылья в ночи» (в составе одноимённого сборника, 1989 год, пер. Александра Бушкова).